# Nikolai Iwanowitsch Wawilow

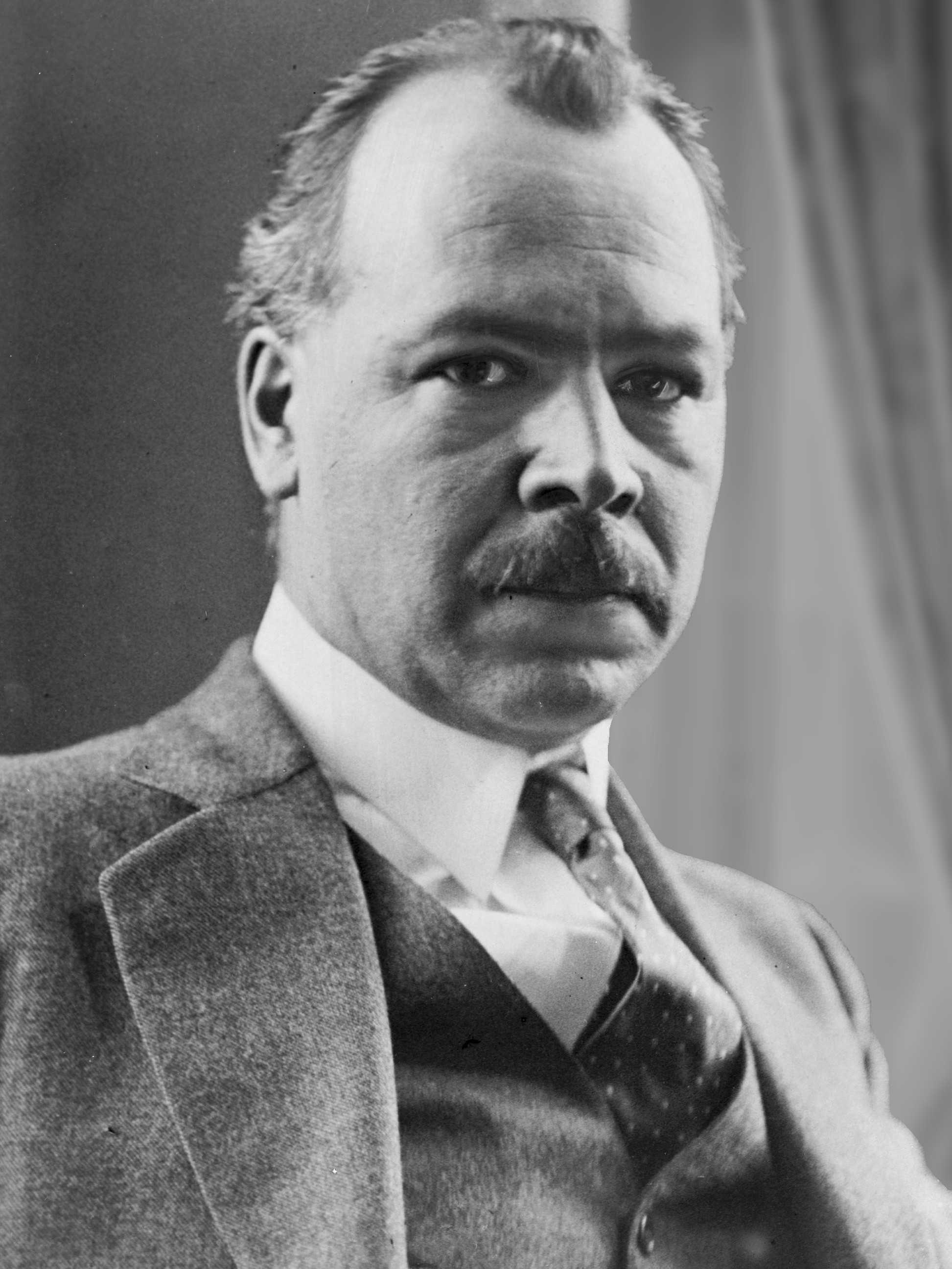
Nikolai Wawilow (1933)

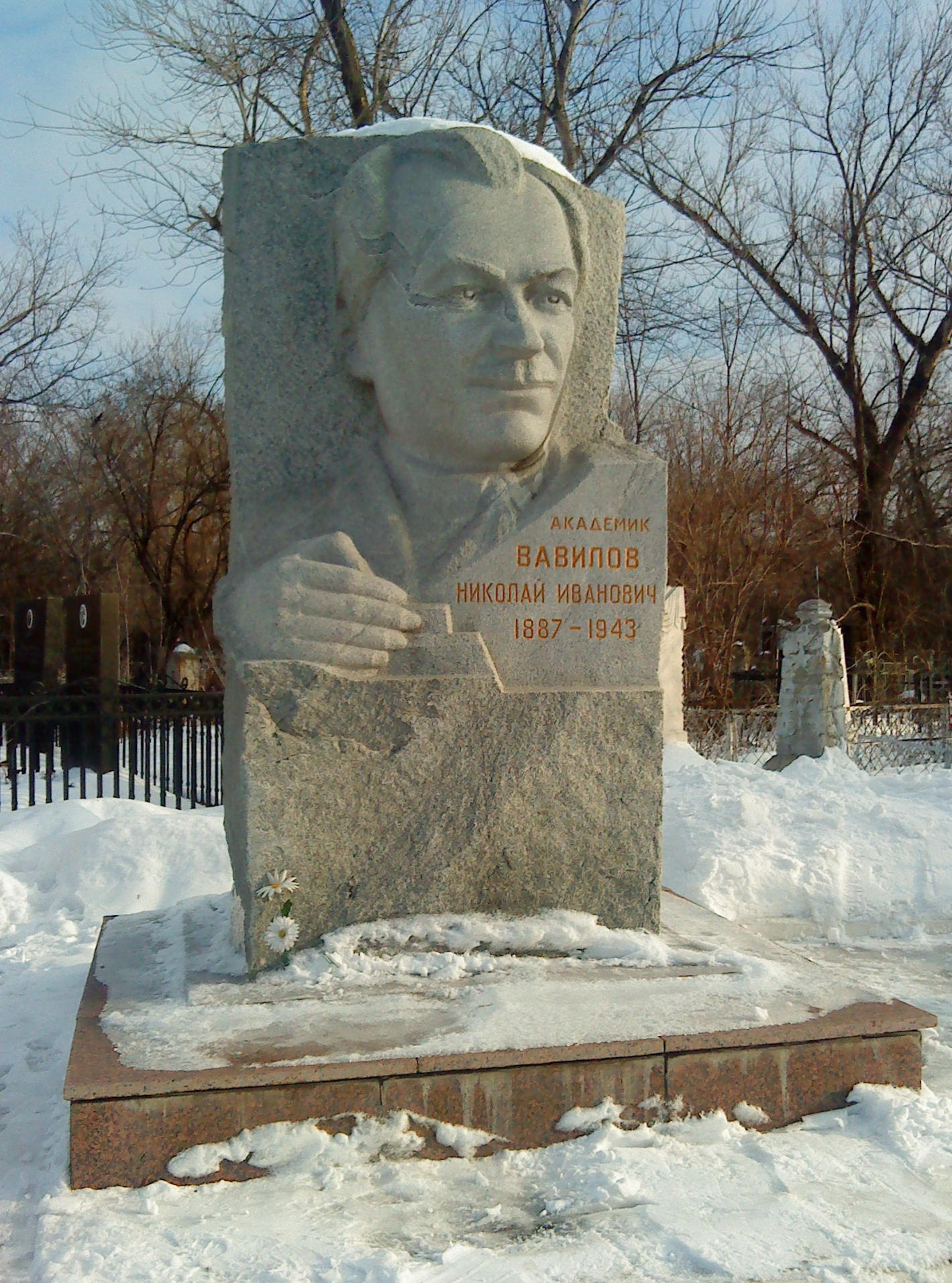
Denkmal für Wawilow in Saratow

Nikolai Iwanowitsch Wawilow (russisch Николай Иванович Вавилов, wiss. Transliteration Nikolaj Ivanovič Vavilov; * 13.jul. / 25. November 1887greg. in Moskau; † 26. Januar 1943 in Saratow) war ein international hochangesehener russischer bzw. sowjetischer Botaniker, Genetiker und Forschungsreisender. Er begründete die Theorie von den geographischen Genzentren der Kulturpflanzen. Sein offizielles botanisches Autorenkürzel lautet „Vavilov“. Er war ein Opfer des Stalinismus.

## Leben
Nikolai Iwanowitsch Wawilow war der Sohn eines leitenden Angestellten einer Textilfabrik. Er studierte von 1906 bis 1910 am Landwirtschaftlichen Institut in Moskau und machte sich auf Studienreisen in westeuropäischen Ländern mit den neuesten Ergebnissen auf dem Gebiet der Biologie vertraut. Seit 1917 lehrte er als Professor für Ackerbau und Genetik an der Universität in Saratow und seit 1921 als Professor für Botanik und Pflanzenzüchtung am Landwirtschaftlichen Institut in Petrograd (heute: Sankt Petersburg). In seiner Wolga-Expedition im August 1920 arbeitete seine Botanik-Studentin Jelena Barulina mit, die dann seine 2. Frau wurde. Von 1924 bis 1940 war er Direktor des „Allunionsinstituts für Angewandte Botanik“ (später „Allunionsinstitut für Pflanzenzucht“) in Leningrad sowie von 1928 bis 1935 Direktor der Leninakademie für Agrarwissenschaften (ВАСХНИЛ) und von 1930 bis 1940 zugleich Direktor des Instituts für Genetik der Akademie der Wissenschaften der UdSSR in Moskau. Von 1929 an war er Mitglied der Akademie der Wissenschaften der Ukrainischen SSR.
Innerhalb der von Wawilow gegründeten ВАСХНИЛ kam es zu Auseinandersetzungen mit Trofim Denissowitsch Lyssenko, der von Wawilow ursprünglich aufgrund seiner pflanzenphysiologischen Forschung und seiner bäuerlichen Herkunft gefördert worden war.
Am 6. August 1940 wurde Wawilow im Rahmen der auch nach dem formalen Ende des „Großen Terrors“ am 17. November 1938 fortgeführten politischen Repression in der stalinschen Sowjetunion als Führungsmitglied der vom NKWD erfundenen „Werktätigen Bauernpartei“ verhaftet, seiner Ämter enthoben und am 19. Juli 1941 zum Tode verurteilt. Am 2. Oktober wurde er aus dem Butyrka-Gefängnis in das Innere Gefängnis der Lubjanka überführt, am 23. Juni 1942 zu zwanzig Jahren Freiheitsentzug begnadigt und am 29. Oktober 1942 nach Saratow verlegt. Seine Mitarbeiterin Jelena Emme war  am 19. Oktober 1941 verhaftet worden. Er starb am 26. Januar 1943 im Alter von 55 Jahren im Gefängnis von Saratow, wahrscheinlich an Unterernährung.

## Forschungsleistungen
Auf dem 3. Allrussischen Kongress der Pflanzenzüchter im Juni 1920 in Saratow formulierte Wawilow das „Gesetz der homologen Reihen“. Es wurde in seiner Bedeutung sofort mit Mendelejews Periodensystem der chemischen Elemente verglichen, denn es ermöglichte aufgrund bekannter Zusammenhänge das Vorhandensein noch unbekannter Pflanzenformen vorauszusagen. Sein 1922 im Journal of Genetics veröffentlichter Beitrag The law of homologous series in variation gilt als ein Markstein in der Wissenschaftsgeschichte der Biologie. Durch die von Erwin Baur 1927 initiierte und in den folgenden Jahren von Reinhold von Sengbusch erfolgreich durchgeführte Züchtung von Süßlupinen wurde Wawilows Gesetz der homologen Reihen bestätigt und fand breite Anerkennung in der Wissenschaft.
Auf der Suche nach fehlenden Pflanzenformen für sein System der homologen Reihen unternahm Wawilow zahlreiche vorbildlich organisierte Sammlungsexpeditionen in alle wichtigen Regionen der Erde. Dabei beobachtete er, dass genetische Variation bei den Kulturpflanzen in wenigen Zentren konzentriert ist. Die aus dieser Erkenntnis entwickelte Theorie über die Entstehungszentren der Kulturpflanzen hat er erstmals 1927 auf dem 5. Internationalen Kongress für Vererbungswissenschaft in Berlin vorgestellt. Seine Theorie von den Genzentren war von außerordentlicher Bedeutung für die internationale Kulturpflanzenforschung (Genzentrum). Wissenschaftler aus vielen Ländern führten in den folgenden Jahren Expeditionen durch und sammelten in diesen Genzentren Saatgut von Kultur- und Wildpflanzen. Auch die von dem Agrikulturbotaniker Arnold Scheibe 1935 geleitete „Deutsche Hindukusch-Expedition“ diente vornehmlich diesem Zweck.

## Wawilow-Institut
Die Pflanzensamen, die Wawilow selbst auf ausgedehnten Forschungsreisen sammelte, wurden zum Grundstock der heute nach ihm benannten Genbank in Sankt Petersburg. Dieses Wawilow-Institut hat die heute weltweit größte Sammlung genetischer Ressourcen von Kulturpflanzen. Während Wawilow in Saratow im Gefängnis saß und starb, retteten seine Mitarbeiter die von ihm zusammengetragenen Schätze durch die Notzeit, die durch die Belagerung Leningrads durch die deutsche Wehrmacht ausgelöst wurde.
Durch den geplanten Verkauf der staatlichen Fläche für Neubauprojekte ist diese bedeutende Genbank seit dem Jahr 2010 sehr stark bedroht.

## Ehrungen und Auszeichnungen

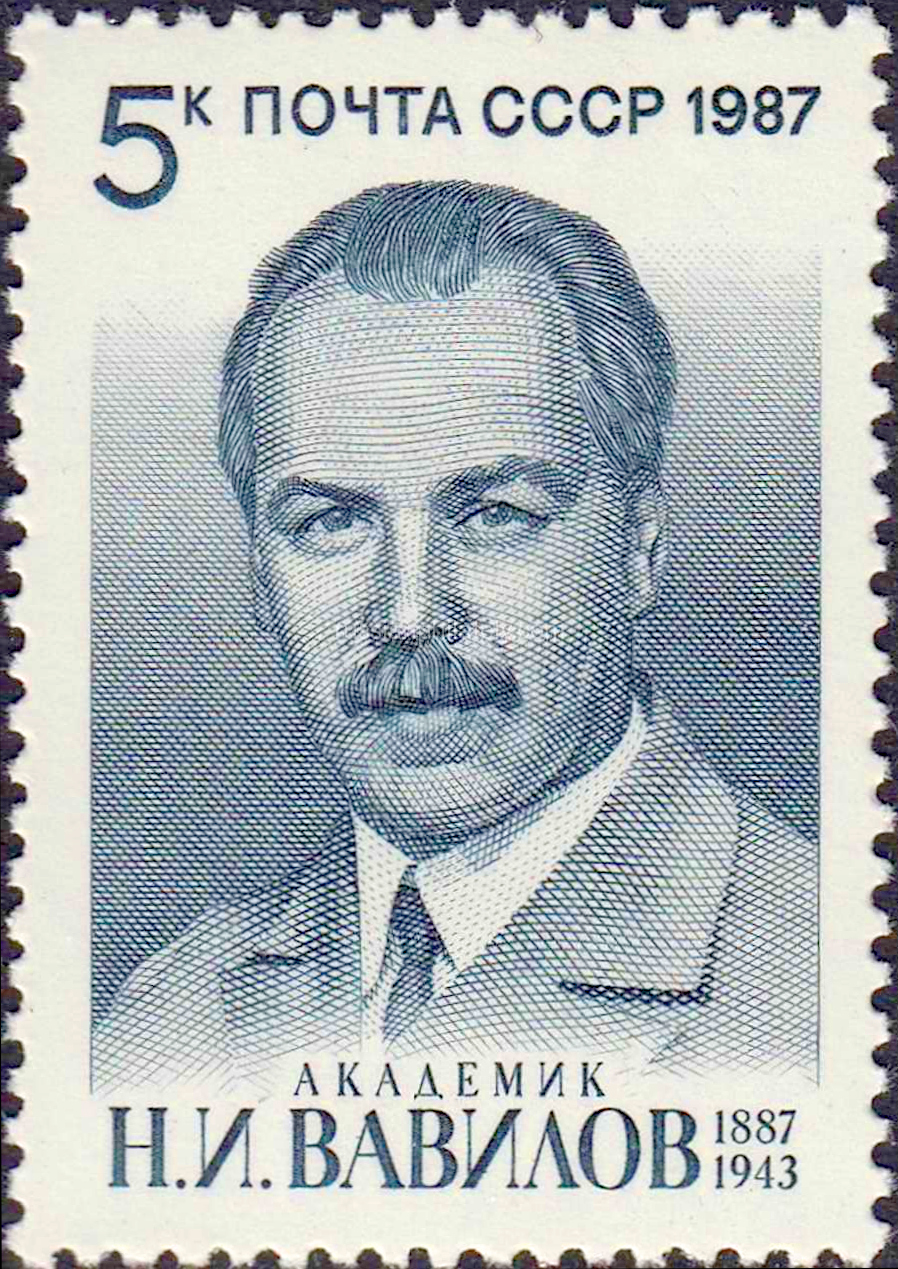
Sowjetische Briefmarke (1987)

Wawilow war wohl einer der bedeutendsten Biologen der Welt zwischen den beiden Weltkriegen. Wiederholt wurde er zum Vorsitzenden internationaler Kongresse gewählt. Er war Mitglied zahlreicher wissenschaftlicher Fachgesellschaften und Akademien, seit 1925 auch Mitglied der Akademie der Naturforscher Leopoldina zu Halle (Saale). Von 1931 bis 1940 war er Präsident der Geographischen Gesellschaft der UdSSR. Als höchste Auszeichnung seines Landes erhielt er 1926 den Leninpreis.
1955 wurde das Urteil gegen Wawilow posthum aufgehoben. In den 1960er Jahren war seine Reputation in der Sowjetunion offiziell wieder hergestellt und er galt als Held der sowjetischen Wissenschaftler.
In St. Petersburg ist das Institut für Pflanzenindustrie nach ihm benannt. Es enthält eine der größten Sammlungen genetischen Materials von Pflanzen. Der Kleinplanet (2862) Vavilov, der 1977 von Nikolai Stepanowitsch Tschernych entdeckt wurde, ist nach ihm und seinem Bruder Sergei Iwanowitsch Wawilow benannt.
Der Mondkrater Vavilov ist nach ihm und seinem Bruder Sergei Iwanowitsch Wawilow benannt.
Die sowjetische Post ehrte ihn 1987 mit der Herausgabe einer Sondermarke anlässlich seines 100. Geburtstages. Von der Russischen Akademie der Wissenschaften wird die Wawilow-Goldmedaille für herausragende Leistungen auf dem Gebiet der Genetik verliehen.

## Namensgeber
Ihm zu Ehren wurde die Gattung Vavilovia Fed. aus der Pflanzenfamilie der Hülsenfrüchtler (Fabaceae) benannt.  Ferner trägt der Vavilov Hill in der Antarktis seinen Namen.

## Schriften
- Five Continents. N.I. Vavilov Research Institute of Plant Industry – International Plant Genetic Resources Institute et al. (Hrsg.); Doris Löve (Übers.). L.E. Rodin, Semën Reznik, Paul Stapleton (Red.). VIR/IPGRI, Sankt Petersburg / Rom 1997, ISBN 92-9043-302-7.
- Origin and Geography of Cultivated Plants. V.F. Dorofeyev (Hrsg.); Doris Löve (Übers.). Cambridge University Press, Cambridge 1992, ISBN 0-521-40427-4.
- The law of homologous series in variation. In: Journal of Genetics, Vol. 12, 1922, S. 47–89, Digitalisat.
- Geographische Zentren unserer Kulturpflanzen. In: Verhandlungen des V. Internationalen Kongresses für Vererbungswissenschaft Berlin 1927 = Zeitschrift für induktive Abstammungs- und Vererbungslehre, Supplementband 1, 1928, S. 342–369.
- Verzeichnis der wichtigsten Buchveröffentlichungen Vavilovs in russischer Sprache: siehe Die Kulturpflanze, Bd. 36, 1988, S. 52–53.
- Studies in the origin of cultivated plants. 1926[12]
- Mit O. Jakushina: A contribution to the phylogeny of wheats ... 1925[12]
- Mit E.V.Wulff Herausgeber von: Kyltyrnaia flora SSR, 20 Bände, 1935–1958[12]
- Postum erschien: The origin, variation, immunity and breeding of cultivated plants. 1951 (Übersetzt von K.S. Chester)[12]
- Postum erschien auch: Origin and geography of cultivated plants. 1992 (Übersetzt von D. Löve)[12]